# Enville Hall
Enville Hall est une maison de campagne anglaise Tudor située dans le village d'Enville, dans le Staffordshire. Il s'agit d'un bâtiment classé Grade II.
La maison a un noyau en forme de U des XVIe et XVIIe siècles formé le bloc central et deux ailes flanquantes entourant une cour principale orientée au sud. Une extension du XVIIIe siècle à l'est ferme une seconde cour. Une autre extension vers 1770 créé une aile nord-ouest, alors qu'en même temps la façade sud est remodelée dans le style gothique. Il est construit sur 3 étages en briques brutes coulées avec un toit en ardoise en croupe, dans un domaine d'environ 6 500 acres de parc et de terres agricoles.

## Histoire
Le domaine d'Enville est acquis au XVe siècle par la famille Grey de Bradgate Park dans le Leicestershire. Henry Grey (1er comte de Stamford) est nommé comte de Stamford en 1628 et le 3e comte quitte Bradgate au profit d'Enville. Le 5e comte crée la façade gothique et le 7e comte construit une grande véranda ornée (démolie depuis) .
Après la mort sans enfant du 7e comte en 1883, les domaines Grey sont divisés, certains, dont Dunham Massey, allant avec le comté au 8e comte (un cousin éloigné vivant en Afrique). Enville, cependant, passe à Katherine Payne, la petite-nièce de la seconde épouse du comte après la propre mort de la comtesse. Katherine est l'épouse de Sir Henry Foley Lambert, qui prend alors le nom de Grey. Malheureusement, le manoir brûle deux mois avant la mort de la comtesse douairière en 1905.
Il est reconstruit et transmis au fils de Katherine, John Foley Grey, puis à sa fille Eileen, qui épouse le comte de Harrington. Elle vit au manoir pendant cinquante ans avant de le transmettre en 1999 à la famille Williams, descendante de son second mariage.